# Paulo Henrique Souza de Oliveira
Paulo Henrique Souza d'Oliveira, conegut com a Paulo Henrique, (5 de gener de 1943) és un exfutbolista brasiler. El seu fill fou Paulo Henrique Filho.

## Selecció del Brasil
Va formar part de l'equip brasiler a la Copa del Món de 1966.

## Palmarès

### Jugador
Flamengo
- Torneio Rio-São Paulo: 1961
- Campeonato Carioca: 1963, 1965, 1972
- Torneio do Povo: 1972

Avaí
- Campionat catarinense: 1973

### Entrenador
Goytacaz
- Campeonato Carioca Série B1: 2017